# Калиновский, Зыгмунт
Зы́гмунт Калино́вский (пол. Zygmunt Kalinowski; 2 мая 1949, Ляски, гмина Варка, Польша) — польский футболист и тренер. Выступал на позиции вратаря.
В составе сборной Польши становился бронзовым призёром чемпионата мира 1974 года.

## Карьера

### Клубная
Начав карьеру в «Пилице», Зыгмунт Калиновский в 1968 году перешёл в «Легию». В её цветах дважды становился чемпионом Польши, но так и не стал основным вратарём. Перейдя по ходу сезона 1970/71 в «Шлёнск», Калиновский достиг с этой командой больших успехов. В сезоне 1975/76 клуб дошёл до 1/8 финала Кубка УЕФА и выиграл Кубок Польши. В следующем сезоне клуб из Вроцлава снова не разочаровал поклонников, добравшись до четвертьфинала Кубка обладателей кубков и впервые одержав победу в чемпионате Польши.
После успехов в «Шлёнске» Калиновский перешёл в «Мотор» из Люблина, который тогда выступал во Второй лиге, помог клубу в первом же сезоне добиться выхода в Первую лигу. В дебютном для «Мотора» на высшем уровне сезоне 1980/81 клуб занял 10 место, после чего Калиновский в течение полугода выступал за австралийскую «Полонию», но затем снова вернулся в «Мотор», которому вновь помог вернуться в Первую лигу. Позже выступал за канадский «Норт-Йорк Рокетс» и польские «Сталь» (Красник), «Рух» (Рыки) и «Прывацяж» (Томашув-Любельский).

### В сборной
Первый матч за сборную Польши Зыгмунт Калиновский провёл 10 октября 1973 года против сборной Нидерландов. Входил в заявку сборной на чемпионате мира 1974 года, но не провёл на поле ни минуты. 15 мая 1974 года, в преддверии чемпионата мира, поляки встречались со сборной Греции. Калиновский после первого тайма заменил Анджея Фишера. Любопытно, что и для Фишера, и для Калиновского эта встреча стала последней в составе сборной. Всего за сборную Польши играл в 4 матчах, пропустил 2 мяча.

### Тренерская
После завершения игровой карьеры Калиновский работал с молодыми футболистами в краковской «Висле», «Гурнике» из Ленчны, «Люблинянке» и сборной Польши, тренировал вратарей в «Моторе».

## Достижения
- Бронзовый призёр чемпионата мира: 1974
- Чемпион Польши (3): 1968/69, 1969/70, 1976/77
- Обладатель Кубка Польши: 1975/76